# Raison (Hegel)
Pour les articles homonymes, voir Raison (homonymie).
 (décembre 2009).
La forme ressemble trop à un extrait de cours et nécessite une réécriture afin de correspondre aux standards de Wikipédia.
La notion de Raison (« Vernunft ») dans la Phénoménologie de l'esprit prend chez Hegel un sens particulier : la Raison désigne l'état de la conscience qui sait être toute réalité. Il lui faudra encore passer par les stades de l'observation, des choses et d'elle-même, avant d'arriver au stade de l'esprit.

## Présentation
L’homme de la raison nie la transcendance et cesse de se désintéresser du monde : cette négation permet la réconciliation de la conscience avec elle-même, et ouvre la voie de la liberté véritable, c'est-à-dire de l’action dans le monde. Mais ce moment comporte lui-même plusieurs étapes.

## Introduction générale: notion de raison

### Attitude raisonnable
La conscience de soi a réconcilié le singulier et l’immuable, elle accède à la raison. Elle a oublié ce parcours et assure être toute réalité mais ne le comprend pas elle-même. Sa pensée devient le monde, elle se mue en idéalisme.

#### Critique de l’idéalisme
Nous voyons la conscience comme le va-et-vient sans repos (qui a l’être-autre devant les yeux et le subsume[Quoi ?] dans l’acte de le saisir) aussi bien que comme unité en repos certaine de sa vérité. Son premier acte vide et abstrait d’énoncer que tout est sien est l’idéalisme vide. La raison a besoin d’une impulsion étrangère pour l’emplissage du mien vide sauf à revenir au scepticisme. Aussi inconséquente n’est pas la raison. Avec cette différence intériorisée entre elle et l’autre, commence l’acte de comprendre.

## Raison observante, le savant
Cette conscience s’engage à nouveau dans l’opiner et le percevoir, mais avec la certitude d’être l’autre. Avant, elle percevait et expérimentait, maintenant elle dispose les observations et l’expérience même. Elle s’emploie à trouver comme concept ce qui avant était une chose (elle est raison, mais la raison ne lui est pas encore objet sinon elle descendrait plutôt dans sa propre profondeur que dans les choses).

### Observation de la nature

#### Décrire
Ayant déjà déterminé l’objet comme un universel dans la perception, la conscience en décrivant ne fait que le soustraire superficiellement à la singularité sans le transformer. De plus cet acte superficiel est sans fin : l’un est-il décrit qu’il faut en chercher toujours un autre.

#### Classifier
Passant par la réserve inépuisable des descriptions où elle trouve ses limites, l’observation découvre que ce en quoi les choses se trouvent connues est plus important que toute l’ampleur des propriétés sensibles Elle classifie. Mais distinguer l’essentiel de l’inessentiel, c’est proclamer qu’on a affaire autant à soi-même qu’aux choses.

#### Lois
L’observateur, quand il dit que les pierres tombent, n’exige pas de faire l’expérience pour toutes les pierres. La loi est donc immédiatement présente en lui. Dans la confusion précédente, la raison n’a pas réussi à abolir le subsister indifférent de l’effectivité sensible. Elle tente de le faire par la recherche de lois. Pour elle, la loi est vraie comme l’est l’expérience de l’être sensible. Le concept se présente à elle comme une chose, confusion entre ce qui doit être et ce qui est. Elle s’attache à distinguer l’être du devoir-être, à purifier la loi en entreprenant isolant ses conditions, libère les prédicats de leurs sujets. Mais la loi reste énoncée comme une espèce particulière d’objet, un sensible insensible.

#### Observation de l’organique
Un tel objet est organique. La chose inorganique ne se conçoit qu’avec autre chose, l’organique au contraire se maintient dans le rapport à l’autre et contient l’intégralité de ses moments. Pourtant la loi n’épuise pas l’organique car elle ne montre pas sa propre nécessité. La raison ne s’en satisfait donc pas, et lui cherche un rapport téléologique, une fin, qui pour être extérieur à l’objet est le contraire d’une loi organique.

#### Concept de fin
Deux concepts indifférents, loi et fin, sont ainsi présents, et la raison y cherche une nécessité cachée. Mais cette unité qui échappe à l’observation ne peut être saisie que comme intérieur et extérieur. Ce qui engendre la loi que « l’extérieur est l’expression de l’intérieur ». L’organique est au fondement des deux, rendant l’opposition formelle.

#### Intérieur et extérieur
L’organique s’exprime ainsi tantôt comme moments de la loi, tantôt comme figure, effectivité mesurable. Dans la figure, l’organique parait mort, ses parties analysées ont cessé d’être des processus vivants. L’organique peut être observé sous ses deux aspects, mais pas sous leur rapport, qui n’entre pas dans l’économie de l’observation. La conscience observante ne voit que corrélation entre phénomènes extérieurs.
De cette façon la loi en général est perdue. L’intérieur et l’extérieur devraient constituer les côtés de la loi mais perdent à être tenus l’un en dehors de l’autre leur signification organique. Nous avons un syllogisme dans lequel l’un des deux extrêmes est la vie universelle et l’autre la même chose singulière ou comme individu. Il suit de là que si la raison observante en vient à l’intuition d’elle-même comme vie universelle, elle se laisse tomber immédiatement dans l’extrême de la singularité, l’individu.

### Observation de la conscience de soi dans son rapport à l’effectivité extérieure; lois logiques et psychologiques
L’observation retourne donc dans elle-même. Elle y trouve les lois du penser.

#### « L'observation trouve en premier lieu les lois de la pensée »
La Raison observante, s'observant elle-même, trouve les « lois de la pensée » (lois de la logique, comme les principes d'identité, de contradiction, du tiers-exclu, etc.) et les interprète comme étant une vérité simplement « formelle », qui ne concernerait pas la réalité. En fait, il n'en est rien, c'est justement au niveau de la forme qu'elles sont imparfaites ; « le contenu ne leur fait pas défaut », dit Hegel. En effet, formellement, la logique ne s'exprime pas, pour Hegel, par des lois trouvées, et maintenues les unes à l'extérieur des autres. Les contenus logiques sont en vérité des moments d'un même mouvement, comme il montrera dans la Science de la logique. Ils font système et découlent les uns des autres. Ils sont donc dans une unité profonde, qui est la même que l'unité de la conscience de soi qui, en tant que raison observante, découvre en elle-même ces « lois ».

#### Débouché illusoire de la psychologie
S’ouvre le champ de l’effectivité opérante de la conscience, la psychologie. L’esprit s’y comporte comme un être autre trouvé déjà là, dans une conscience individuelle particulière. La psychologie observante est confrontée à la contradiction suivante : trouver des lois de l’esprit, alors que chaque individu est différent des autres. Elle se perd dans cette multiplicité et n’aboutit à aucune véritable loi.

### Observation du rapport de la conscience de soi à son effectivité immédiate; physiognomonie et phrénologie
La psychologie échoue à trouver des lois. Elle est renvoyée à l’individu, maintenant advenu à l’observation. L’individu est agir libre où entre en scène l’opposition de la conscience et du phénomène. Son corps est son ne-pas-avoir agi, mais en même temps il est son expression.

#### Physiognomonie
Les moments ici présents sont, d’un côté la figure humaine et ses particularisations individuelles, de l’autre l’expression qui relève de l’agir, expression de l’intérieur, dont la forme est l’activité. La figure extérieure reçoit passivement l’intérieur et en est comme un signe. Les deux côtés sont étrangers l’un à l’autre. Si la figure ne peut être prise comme expression de l’intérieur, alors il faut qu’un aspect de l’agir se trouve pris comme moyen terme. L’individu a alors son phénomène en sa voix, en son écriture manuscrite. Mais cette extérioration[Quoi ?] n’est pas vraiment à l’agir, mais est l’agir retenu demeurant en l’individu. L’individu réfléchi s’y trouve observé à partir d’une effectivité distincte de l’acte lui-même. Mais cette expression est absolument contingente, arbitraire comme un signe, qui peut-être autant un visage qu’un masque.

#### Œuvre
L’individualité abandonne cet être réfléchi et met son essence dans son œuvre. Mais l’observer assume comme extérieur inessentiel l’acte lui-même et l’œuvre et choisit l’intention comme intérieur vrai. Ce que l’observer a pour objet est donc saisi par l’opinion dans la mesure où cela échappe à l’observation. Science sans fin et sans fond. La raison se tourne alors vers l’extrême de l’effectivité sensible observable, la phrénologie.

#### Phrénologie
Mais dans la phrénologie, les conclusions sont elles-mêmes inobservables. Les observations contrediraient-elles la conclusion que néanmoins la prédisposition est présente. La pensée vraie que « l’être (effectif) n’est pas la vérité de l’esprit » est ici dévoyée. La loi phrénologique ne peut donc être réfutée et la raison consciente d’elle-même rejettera la phrénologie, mais parait avoir atteint les limites de l’observation en donnant à l’être mort la signification de l’esprit. Hegel démontre l'absurdité de cette théorie pour laquelle « l'esprit est un os ».

#### Résultat
Ce qu’est la chose est conscience de soi, elle est donc unité du je et de l’être, la catégorie. Il faut que la catégorie parcoure ces deux formes. Ce faisant le résultat s’est adjoint à la catégorie qu’elle est cette opposition se sursumant. Mais ce résultat ne sait pas se saisir autrement que de déclarer ingénument effectivité de la conscience de soi dans la phrénologie. Plus le concept est pur, plus niaise est la représentation dans laquelle il tombe si son contenu n’est pas comme concept, mais comme représentation.

## Effectuation de la conscience de soi rationnelle par soi-même
La conscience de soi rationnelle est certitude d’être toute réalité, mais cette certitude n’est plus immédiate. Son objectivité ne vaut plus que comme surface, dont l’intérieur est la raison elle-même. L’objet sensible auquel elle se rapporte ne lui est plus étranger.
L’individu est l’essence spirituelle simple dans laquelle les formes antérieures ne sont que des moments de son devenir et n’ont d'effectivité que portées par lui. L’éthicité (« Sittlichkeit ») n’est rien d’autre que l’unité spirituelle de l’essence des individus, substance éthique, articulation éthique entre l’individu et le peuple. C’est dans la vie d’un peuple que la raison consciente d’elle-même a sa réalité achevée, qui consiste à réaliser l’unité complète avec l’autre. Mais à notre stade, la raison se diffracte en une multitude d’individus.

### Âge d’or
Les hommes de l’antiquité ont dit que la sagesse et la vertu consistent dans le fait de vivre conformément aux coutumes de son peuple.
Mais la conscience de soi n’a pas encore atteint, ou est sortie, de ce bonheur. Il faut que la raison sorte de ce bonheur, car c’est immédiatement que la vie d’un peuple libre est l’éthicité réelle. En effet, l’éthicité du peuple ne se connaît pas pour soi.

### Notre temps
Pour nous, la vérité de cette conscience de soi rationnelle est la substance éthique. Pour elle, elle vit le commencement de son expérience éthique du monde. Ainsi les moments singuliers de son mouvement vaudront isolément sous la forme d’un vouloir immédiat individuel, d’une pulsion dont la satisfaction sera le contenu d’une nouvelle pulsion. Ces moments sont les faits de notre temps. La conscience de soi entame ce chemin en se donnant comme fin de jouir de soi dans l’effectuation.

### Plaisir et nécessité
La conscience de soi individuelle nie l’autre et s’attache à s’intuitionner[Quoi ?] et à s’accomplir comme essence autostante[Quoi ?] autre. Est entré en elle « l’esprit de la terre » pour qui ne vaut que l’effectivité singulière. Le désir maintient les individus dans une séparation qui n’est pas en soi pour la conscience de soi. Elle parvient donc à la jouissance, à l’intuition de l’unité des deux consciences de sois autostantes, expérimentent en cela la vérité de l’universel. Le plaisir fait son entrée dans la conscience, mais il ne consiste en rien d’autre qu’en ce cercle d’abstractions de l’unité pure, de la différence pure, et de leur rapport. La conscience de soi n’a ainsi expérimenté qu’un saut pur dans l’autre, sans unité spirituelle. La conscience est devenue à soi plutôt une énigme puissante broyant l’individualité. Figure de la perte dans la nécessité, nouvelle pour cette conscience.

### Loi du cœur, et la folie de la présomption
Dans cette figure nouvelle, la conscience de soi est la loi du cœur, opposée à l’effectivité autre, ordre violent du monde. L’individualité n’évolue alors plus dans la légèreté, elle cherche à sursumer cette nécessité dans l’excellence et la production du bien-être de l’humanité. Son plaisir est ce qui est conforme à la loi, sans médiation de la discipline. Mais en s’accomplissant, la loi du cœur devient ce qui devait être sursumé, puissance universelle : les autres individus n’y voient pas la loi de leur cœur et se tournent contre elle. L’individu les trouve donc opposés à ses intentions excellentes et les exècre. La conscience atteint à l’aliénation, dédoublée comme loi du cœur et ordre universel. Disloquée au plus intime, elle devient folle et énonce l’ordre universel comme fait de prêtres fanatiques, de despotes débauchés. Mais cet universel est la loi de tous les cœurs, même s’ils s’en plaignent, leur essence commune. Ce qui paraît ordre public est donc hostilité universelle où chacun rafle pour soi ce qu’il peut. Il est le cours du monde. Ces deux côtés, d’une part l’individualité inquiète et l’effectivité de l’ordre et d’autre part l’universel, ont leur résolution dans la sursomption ("Aufhebung", "conservation-dépassement" ou plus simplement "suppression") de l’individualité. Elle doit devenir pour soi dans la loi, sacrifier la singularité de sa conscience. Cette nouvelle figure est la vertu.

### Vertu et cours du monde
Dans le cours du monde, l’individualité veut se faire essence et en cela se soumettre le bien et le vrai en soi. À la vertu, la loi est l’essentiel, et l’individualité ce qui est à sursumer. La vertu produit son essence vraie, essence qu’elle élève en vision. L’existence du bien est du coup le cesser de l’agir, car la vertu ne peut renverser à nouveau le cours du monde. La vertu ne ressemble pas seulement à ce lutteur qui dans le combat ne se préoccupe que de maintenir son épée étincelante, mais il lui faut encore maintenir inviolées celles de l’ennemi, qui peut donc supporter toute perte. La vertu se trouve donc vaincue par le cours du monde. Pourtant, celui-ci ne triomphe pas de quelque chose de réel, mais de l’acte de créer des différences qui n’en sont pas, de ces discours pompeux sur le plus grand bien de l’humanité. Du coup a disparu ce qui comme cours du monde se tenait face à la conscience, car lui-même est immédiatement cette présence et effectivité du procès de l’individualité.

## Individualité qui à soi est réelle en et pour soi-même
La conscience de soi est maintenant la catégorie pure devenue consciente de soi-même, ses figures précédentes gisent dans l’oubli.

### Règne animal spirituel et tromperie ou la chose même
La nature n’est pas simple « contenu », mais réalité compénétrée[Quoi ?] par l’individualité. Mais l’agir n’est rien d’autre que la négativité.

#### Syllogisme de l’agir
L’individualité s’appelle alors capacité, talent, caractère particulier. L’effectivité opposée à la conscience s’est auparavant abaissée à l’apparence vide. Il faut opérer : c’est le devenir de l’esprit. Pour cette raison il a à passer immédiatement à l’activité, avec les circonstances et ses talents.

#### Chose même
L’œuvre est alors la réalité que se donne la conscience. Mais elle (la conscience) outrepasse toute œuvre déterminée : elle est l’espace sans déterminité (l'universel) non empli par son œuvre, qui est la réalité, disparaissante plutôt qu’accomplie, de l’individu. Surgit donc pour la conscience, dans son œuvre, l’opposition de l’agir et de l’être. L’agir de l’individu est à nouveau contingent. Le moyen terme, la chose même, est essentiellement l’unité du vouloir et de l’accomplir, de l’agir et de l’être. Elle exprime l’essence spirituelle dans laquelle la certitude de soi-même est objective. N’amène-t-elle pas une fin à effectivité, elle l’aura pourtant voulue. Que son œuvre disparaisse : cela est encore son agir, elle a provoqué les autres à cela, elle en est la cause. Honnête en ce qu’elle ne rassemble pas ses pensées, cette individualité ne l’est pas totalement, car il lui faut avoir la conscience immédiate des oppositions précédentes. Les autres prennent son agir pour un intérêt porté à la chose alors qu’elle, ce sont ses faits et gestes qui l’intéressent. Ils sont mystifiés, mais leur empressement à aider n’était lui-même que le fait qu’ils voulaient montrer leur agir. Finalement l’effectuation[Quoi ?] est plutôt une façon d’exposer ce qui est sien dans l’élément universel, par quoi elle devient substance éthique.

### Raison législatrice
Hegel s’en prend à une raison censée « donner des lois » (Chez Kant par exemple).
L’individualité ne pâtit plus de l’opposition de la certitude et de la vérité car son être est l’effectivité et l’agir en tant que substance éthique absolue. Absolue car la conscience de soi ne peut ni ne veut outrepasser cet objet car sien. La substance éthique se partage en des masses qui sont les lois déterminées de l’essence absolue, immédiatement reconnues comme cela est juste et bon.
Exemples : « chacun doit prononcer la vérité » s'il la sait. Cette conscience éthique opinait alors qu’elle prononçait autre chose. Il n’est rien dit d’autre que le fait que le vrai et le faux doivent se trouver prononcés pêle-mêle. La saine raison ne sait pas énoncer immédiatement la vérité. « Aime ton prochain comme toi-même » : Il faut distinguer le mal en lui pour l’écarter, ce qui veut dire qu’il me faut l’aimer avec entendement. Cet acte d’opérer pour le bien être des autres ne peut donc exister que de façon contingente. De telles lois n’en restent qu’au devoir-être, elles ne sont pas des lois mais des commandements. Il faut renoncer à un contenu absolu universel. Au commandement, il ne peut revenir que l’universalité formelle, la non contradiction. La raison législatrice est abaissée à une raison seulement probatoire.

### Raison légisprobatoire
Toute particularisation dans la substance éthique est donc contingente. Cet acte probatoire ne va pas loin, l’universel formel assume dans soi aussi bien ce contenu que son opposé. Le savoir pratique ne peut donc avoir lieu. L’essence spirituelle est effective quand ces modes sont sursumés. Tout autant loi éternelle que volonté de tous ; elle est le je universel de la catégorie. Ses différences internes sont des masses de son articulation, les différentes lois ou fois. Elles sont, et rien d’autre. Les questionner formellement n’aboutit qu’à leur indécidabilité. La tournure d’esprit éthique consiste justement dans ceci : persister fermement dans son point de vue du juste, sans contradiction formelle.

## Conclusion
Selon la remarque d’Alexandre Kojève, le livre peut être divisé en deux parties : dans les chapitres ci-dessus, l’homme est étudié de manière a-historique et en dehors de la société. Ensuite, une deuxième partie analyse l’état réel de l’homme qui est toujours un être social. Ce qui sera donc maintenant étudié, c’est la dialectique des réalisations politiques de l’homme (c'est-à-dire l’homme en tant qu’il réunit tout ce qui précède : sensation, perception, entendement, désir, lutte, travail).